# Elektronické portfolio
Elektronické portfolio (také e-portfolio, digitální portfolio nebo online portfolio) je soubor dokumentů a jiných objektů v elektronické podobě spravovaný uživatelem a publikovaný obvykle na webu. E-portfolio může vedle samotného textu obsahovat také multimediální prvky (např. videa, animace apod.), dále příspěvky na blogu nebo odkazy na jiné dokumenty či webové stránky.
E-portfolio ukazuje nejenom dosažené schopnosti, dovednosti, úspěchy, ale může být neustále doplňováno o další vyřešené projekty či nově nabyté (profesní) kompetence. Hlavním účelem e-portfolia může být demonstrace úspěchů jednotlivce, záznam jeho pokroků a stanovených cílů, progres v procesu osobního rozvoje a reflektivního učení.

## E-portfolia ve vzdělávání

### Typy e-portfolií
Vzhledem k různým oblastem využití e-portfolií ve vzdělávání, je můžeme rozdělit do tří obecných kategorií:
- Rozvojová – umožňují monitorovat žákův pokrok v určité oblasti a v určitém časovém období; obsahují žákovské práce, sebehodnotící poznámky, zpětnou vazbu od učitelů i spolužáků
- Hodnoticí – slouží k hodnocení práce žáka a popisu toho, jak se jeho práce průběžně vyvíjela; ukazuje silné a slabé stránky žáka s ohledem na cíle daného předmětu či kurzu
- Prezentační – jejich cílem je prezentace nejlepších prací studenta, vytváří se zpravidla na konci studia a slouží jako podklad k přijímacímu řízení (do zaměstnání nebo např. na umělecké školy)

Většina portfolií však nejsou pouze jedním z výše zmíněných typů, ale kombinací všech. V takovém případě mluvíme o tzv. hybridním portfoliu.

### Funkce e-portfolií
Seznam funkcí elektronických portfolií:
- Plánovat vzdělávací programy
- Doložit znalosti, dovednosti, schopnosti a učení
- Sledovat vývoj v rámci programu
- Najít práci
- Evaluovat kurz
- Monitorovat a vyhodnocovat program

Mnohé e-portfoliové modely kombinují výše zmíněné kategorie a funkce. Studentské e-portfolio například umožňuje předvést úspěchy daného jedince, sdílet je s případným budoucím zaměstnavatelem nebo dokumentovat specifické učební výsledky v kurzu.

## Nástroje pro vytvoření e-portfolií
- Mahara[5][6] je systém, který mj. umožňuje tvorbu a správu online portfolia, přičemž je zaměřen na oblast vzdělávání, celoživotního učení, nebo také profesního vzdělávání. Jedná se o podpůrný nástroj pro autoregulované učení – poskytuje prostor pro prezentaci výsledků vzdělávání, dovedností a kompetenčních předpokladů jedince. Mahara umožňuje třídit obsah portfolia a nabízet jeho vybrané části definované skupině příjemců[7] (např. budoucím zaměstnavatelům, přátelům, pedagogům apod.).
- Digifolio
- OpenSchool ePortfolio
- Foliotek
- Educa

## E-portfolia ve výzkumu
V roce 2013 provedli výzkumníci z USA studii ve 13 různých zemích, jejímž cílem bylo zmapovat využívání informačních technologií (ICT) u studentů vysokých škol. E-portfoliím a jejich využití se studie věnuje pouze okrajově, přesto přináší zajímavá data:
- Pro většinu studentů jsou e-portfolia stále v experimentální fázi
- Téměř polovina (46 %) studentů nevyužívá e-portfolia ve výuce vůbec, 39 % z nich je využívá pouze v jednom kurzu či příležitostně, v budoucnu je nemají v plánu využívat více

Data z dlouhodobého výzkumu ukazují, že využívání e-portfolií dramaticky vzrostlo od roku 2010, kdy byli respondenti na tento druh technologií poprvé dotazováni. Vzhledem k tomuto dramatickému vzrůstu však data ukazují, že mezi roky 2012 a 2013 využití e-portfolií u studentů stagnovalo. Autoři studie však předpokládají, že v budoucnu může u studentů zájem o e-portfolia vzrůst vzhledem k jejich funkci nástroje pro dokumentaci dovedností, znalostí, zkušeností a kompetencí.